# Yangcheng (historisk stad)
Yangcheng (阳城; 陽城; Yángchéng) var Kinas och Xiadynastins (2070 f.Kr–1600 f.Kr) första huvudstad, sannolikt belägen i dagens provins Henan i centrala Kina. 
Legenden, som bland annat återges i Bambuannalerna (古本竹书纪年) och Shiben (世本), säger att Xiadynastins första huvudstad var Yangcheng och grundades av dynastins första regent Yu de store.
Yangcheng är sannolikt identifierad som den arkeologiska lokalen Wangchenggang (王城岗) i Henan, som ligger vid köpingen Gaocheng (告城) öster om dagens Dengfeng i Henanprovinsen.